# Auletes tubicen
Auletes tubicen is een keversoort uit de familie Rhynchitidae. De wetenschappelijke naam van de soort is voor het eerst geldig gepubliceerd in 1826 door Schoenherr.